# Albertus Willem Sijthoff
Albertus Willem Sijthoff (Leiden, 30 juni 1829 - Feldafing, 29 juli 1913) was een Nederlandse uitgever en boekdrukker en oprichter van A.W. Sijthoff's Uitgeversmaatschappij in 1851 en van het Leidsch Dagblad in 1860. Hij was een van de belangrijkste uitgevers van Nederland uit de negentiende eeuw.
Albertus Willem ging naar het gymnasium maar maakte deze school niet af. Tijdens zijn schooltijd overleed zijn vader. Na zijn schooltijd ging hij in 1844 werken bij de boek- en krantendrukker Mr. J.G. la Lau, die onder andere ook de Leidsche Courant uitgaf. Twee jaar later stapte hij over naar de boekhandel D.J. Couvee en hierna ging hij naar boekhandel K. Fuhri in Den Haag. Hij bezocht Parijs waar hij verder zou leren over het boekenvak.
In 1851 opende hij zijn boekdrukkers- en uitgeverszaak op de Oude Vest in Leiden, tussen de Jan Vossensteeg en de nu gedempte Volmolengracht. Al in 1852 betrok hij een nieuw pand aan Koepoortsgracht (nu Doezastraat). De onderneming begon met een tiental knechts. In de jaren daarna groeide het bedrijf en genoot bekendheid in het buitenland.
Het gaf onder andere een van de eerste, geïllustreerde tijdschriften uit de Kunstkronijk en de eerste Nederlandse encyclopedie Nieuwenhuis' Algemeen woordenboek van kunsten en wetenschappen. Zijn fraaiste uitgaven waren de reproducties van Breviarium-Grimani en de serie van Codices graeci et latini photographice depicti. Voor de laatste serie kreeg Sijthoff van de Oostenrijkse keizer een grote gouden medaille en werd onderscheiden in de Orde van de Poolster door de Zweedse koning.
In 1860 begon hij het Leidsch Dagblad dat in 1906 een zelfstandige naamloze vennootschap werd. De uitgeverij en drukkerij ging onder de naam A.W. Sijthoff's Uitgeversmaatschappij ook verder als een naamloze vennootschap. De uitgeversmaatschappij telde in 1926 honderd werknemers en had talrijke machines.
Albertus Willem nam het initiatief tot de oprichting van de dagbladen Haagsche Courant, het Rotterdamsch Nieuwsblad en het Leidsch Dagblad. Albertus Willem had meerdere zoons: Gerard Henri, Albertus en Cornelis die ieder de leiding kregen over een krant. Daarnaast had Albertus Willem een aandeel in de oprichting van dagblad Het Vaderland.
Sijthoff was getrouwd maar werd in 1881 weduwnaar door het plotse overlijden van zijn echtgenote. In 1883 hertrouwde hij met een 25 jaar jongere Duitse vrouw. Vanwege gezondheidsredenen verbleef het stel vanaf 1885 steeds meer in het buitenland, eerst in Luchon in de Pyreneeën en later in Feldafing bij München in Duitsland. De zaken werden vanaf toen waargenomen door zijn schoonzoon C.G. Frentzen. In 1901 werd hij ridder in de Orde van Oranje-Nassau en op zijn tachtigste verjaardag werd hij officier. Hij overleed op 29 juli 1913 in Feldafing.